# Apostolos Christou
Apostolos Christou (Grieks: Απόστολος Χρήστου) (Athene, 1 november 1996) is een Grieks zwemmer die is gespecialiseerd in de rugslag.

## Biografie
In 2013 behaalde Christou een bronzen medaille tijdens de 50 meter rugslag op de Europese kampioenschappen zwemmen jeugd 2013 in Poznan, achter Grigori Tarasevitsj en Jevgeni Sedov. Op de Wereldkampioenschappen zwemmen jeugd 2013 behaalde hij de jeugdwereldtitel op de 100 meter rugslag. In 2014 nam Christou deel aan het zwemmen op de Olympische Jeugdzomerspelen 2014. Hij behaalde zilver op de meter rugslag. Hij behaalde ook nog de bronzen medaille op de 50 meter vrije slag. Eerder dat jaar was Christou al Europees jeugdkampioen geworden op de 100 meter rugslag. Op datzelfde toernooi behaalde hij nog zilver op de 50 meter rugslag en de 200 meter rugslag. 
Op de Wereldkampioenschappen zwemmen 2015 eindigde Christou 24e tijdens de 50 meter rugslag en 31e tijdens de 100 meter rugslag. Op de Europese kampioenschappen zwemmen 2016 in Londen won Christou de bronzen medaille tijdens de 100 meter rugslag, achter de Fransman Camille Lacourt en de Rus Grigori Tarasevitsj en in dezelfde tijd als Simone Sabbioni. 

## Internationale toernooien
| Jaar | Olympische Spelen  | WK langebaan                                           | WK kortebaan                                                                                  | EK langebaan                                                                                   | EK kortebaan                                      |
| ---- | ------------------ | ------------------------------------------------------ | --------------------------------------------------------------------------------------------- | ---------------------------------------------------------------------------------------------- | ------------------------------------------------- |
| 2013 |                    | geen deelname                                          |                                                                                               |                                                                                                | 19e 50m rugslag 33e 100m rugslag 18e 200m rugslag |
| 2014 |                    |                                                        | 48e 50m vrije slag 22e 50m rugslag 24e 100m rugslag 19e 200m rugslag 23e 100 meter wisselslag | geen deelname                                                                                  |                                                   |
| 2015 |                    | 24e 50m rugslag 31e 100m rugslag 14e 4x100m wisselslag |                                                                                               |                                                                                                | geen deelname                                     |
| 2016 | 5-21 augustus 2016 |                                                        | 7-11 december 2016                                                                            | 10e 50m rugslag · 100m rugslag · 5e 200m rugslag · 4e 4x100m vrije slag · 4e 4x100m wisselslag |                                                   |

## Persoonlijke records
Bijgewerkt tot en met 7 juni 2016
Kortebaan
| Afstand      | Tijd    | Datum           | Plaats |
| ------------ | ------- | --------------- | ------ |
| 50m rugslag  | 24,06   | 5 december 2014 | Doha   |
| 100m rugslag | 52,17   | 3 december 2014 | Doha   |
| 200m rugslag | 1.54,70 | 7 december 2014 | Doha   |

Langebaan
| Afstand      | Tijd    | Datum       | Plaats |
| ------------ | ------- | ----------- | ------ |
| 50m rugslag  | 25,28   | 18 mei 2016 | Londen |
| 100m rugslag | 53,36   | 16 mei 2016 | Londen |
| 200m rugslag | 1.57,41 | 20 mei 2016 | Londen |